# Église Sainte-Brigitte et du Bienheureux Hemming
L'église Sainte-Brigitte et du Bienheureux Hemming (en finnois : Pyhän Birgitan ja Autuaan Hemmingin kirkko) est une église catholique située au centre de Turku en Finlande.

## Présentation
Elle est consacrée en l'honneur de Sainte Brigitte de Suède et de l'évêque Hemming de Turku (en). Il fait partie de ensemble de bâtiments paroissiaux catholiques du monastère des nonnes brigittines.